# Bimota Tesi 1D
Bimota Tesi 1D (Tesi, Teza) – motocykl sportowy włoskiej firmy Bimota. Po raz pierwszy pokazany w formie prototypu na Salonie w Mediolanie w 1984 roku. Pierwsze wersje wyposażono w silniki V4 Hondy, montowane na ramie z włókna węglowego, z układem kierowniczym sterowanym hydraulicznie. Z biegiem czasu cała konstrukcja została ulepszona i od 1990 roku rozpoczęła się produkcja seryjna. "Rama" składa się obecnie z dwóch płatów ze stopu lekkiego, obejmujących widlasty dwucylindrowy silnik Ducati. Siodło, zbiornik paliwa, osłony osi kierownicy montowane są do ramy szczątkowej wykonanej z rur o małej średnicy. Przednie i tylne zespoły resorująco-tłumiące oddziałują za pośrednictwem dźwigni na wahacze sporządzone ze stopów lekkich. 6-przekładniowa skrzynia w połączeniu z silnikiem o pojemności 904 cm3, potrafiła rozpędzić maszynę do 155 mph.
Bimota to pierwszy producent, który zaproponował dla motocykla sportowego alternatywne rozwiązanie w stosunku do konwencjonalnego widelca teleskopowego z przodu.